# Hentzia
Hentzia Marx, 1883 è un genere di ragni appartenente alla famiglia Salticidae.

## Etimologia
Il genere è così denominato in onore dell'aracnologo ed entomologo franco-americano Nicholas Marcellus Hentz (1797-1856).

## Distribuzione
Le 22 specie oggi note di questo genere sono diffuse nell'America centrale e in quella settentrionale: molte specie sono endemiche delle Piccole e Grandi Antille; unica eccezione al di fuori di questo areale è rappresentata da H. fimbriata, rinvenuta dal Messico fino alla Colombia.

## Tassonomia
Considerato un sinonimo anteriore di Parahentzia Bryant, 1943 e di Maeviobeata Caporiacco, 1947 da uno studio dell'aracnologo Richman del 1989.
A maggio 2010, si compone di 22 specie:
- Hentzia alamosa Richman, 2010 — USA
- Hentzia antillana Bryant, 1940 — Indie Occidentali
- Hentzia audax Bryant, 1940 — Cuba
- Hentzia calypso Richman, 1989 — Giamaica
- Hentzia chekika Richman, 1989 — USA, Isole Bahama, Cuba
- Hentzia cubana Richman, 1989 — Cuba
- Hentzia elegans (Keyserling, 1885) — America settentrionale
- Hentzia fimbriata (F. O. P.-Cambridge, 1901) — dal Messico alla Colombia
- Hentzia footei (Petrunkevitch, 1914) — Piccole Antille
- Hentzia grenada (Peckham & Peckham, 1894) — USA
- Hentzia mandibularis (Bryant, 1943) — Hispaniola

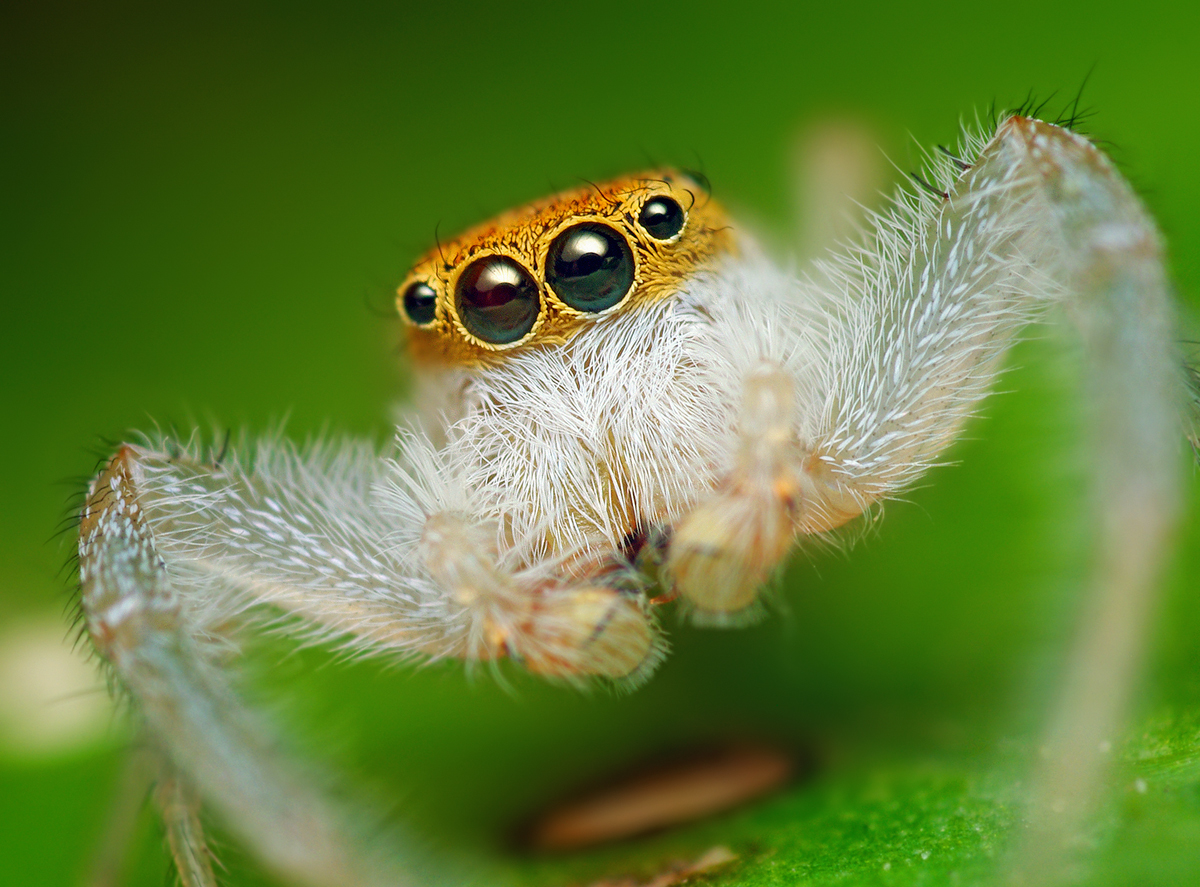
Hentzia mitrata, maschio adulto

- Hentzia mitrata (Hentz, 1846) — USA, Canada, Isole Bahama
- Hentzia palmarum (Hentz, 1832)[2] — America settentrionale, Arcipelago delle Bermuda, Isole Bahama, Cuba
- Hentzia parallela (Peckham & Peckham, 1894) — da Honduras a Trinidad
- Hentzia pima Richman, 1989 — USA
- Hentzia poenitens (Chamberlin, 1924) — Messico
- Hentzia squamata (Petrunkevitch, 1930) — Porto Rico
- Hentzia tibialis Bryant, 1940 — Cuba
- Hentzia vernalis (Peckham & Peckham, 1893) — dalla Colombia alle Isole Saint Vincent e Grenadine (Piccole Antille)
- Hentzia vittata (Keyserling, 1885) — Grandi Antille
- Hentzia whitcombi Richman, 1989 — Porto Rico, Piccole Antille
- Hentzia zombia Richman, 1989 — Hispaniola

### Specie trasferite
- Hentzia noda Chamberlin, 1916, è stata ridenominata Corythalia noda (Chamberlin, 1916) a seguito di uno studio dell'aracnologo David Richman del 1989[1].